# Elezioni europee del 1979 in Irlanda
Le elezioni europee del 1979 in Irlanda si sono tenute il 10 giugno.

## Risultati
| Liste  | Liste                              | Gruppo | Voti      | %     | Seggi |
| ------ | ---------------------------------- | ------ | --------- | ----- | ----- |
|        | Fianna Fáil                        | DPE    | 464.451   | 34,68 | 5     |
|        | Fine Gael                          | PPE    | 443.652   | 33,13 | 4     |
|        | Partito Laburista                  | SOC    | 193.898   | 14,48 | 4     |
|        | Thomas Joseph Maher (Indipendente) | LD     |           |       | 1     |
|        | Neil Blaney (Indipendente)         | CDI    |           |       | 1     |
|        | Sinn Féin - Partito dei Lavoratori | -      | 43.942    | 3,28  | -     |
|        | Altri                              | -      |           |       | -     |
| Totale | Totale                             | Totale | 1.339.072 |       | 15    |